# Annette Lovemore
Pour les articles homonymes, voir Lovemore.
Annette Lovemore est une personnalité  politique sud-africaine, député de l'Alliance démocratique, parti d'opposition et membre du comité du maire (MMC) chargée des infrastructures et de l'ingénierie au sein du gouvernement de coalition de la métropole de la baie Nelson Mandela qui est entrée en fonction en 2016. Auparavant elle a été membre du parlement d'Afrique du Sud, entre 2009 et 2016. 

## Source de la traduction
- (en) Cet article est partiellement ou en totalité issu de l’article de Wikipédia en anglais intitulé « Annette Lovemore » (voir la liste des auteurs).